# Frieseomelitta silvestrii
Frieseomelitta silvestrii é uma abelha sem ferrão da subfamília dos apíneos classificada no gênero Frieseomelitta.

## Outros nomes, grafias e etimologia
Também conhecida como mocinha-preta, moça-preta, Marmelada, marmelada-negra, marmelada-preta, jatai-pretinha, yateí-pretello.

## Características
A Frieseomelitta silvestrii é muito parecida em termos de comportamento com outras abelhas do gênero Frieseomelitta como, por exemplo, apreciar ambientes mais quentes, possuir crias em cachos, a entrada ter espaço de passagem para apenas uma abelha por vez e seu aspecto físico ser delgado com corbículas bem grandes, comparada em proporção ao tamanho do seu corpo.

Existe a Frieseomelitta languida que também é conhecida como mocinha-preta. Ambas são muito parecidas e muito difícil de diferenciá-las.